# Vitorchiano
Vitorchiano is een gemeente in de Italiaanse provincie Viterbo (regio Lazio) en telt 3690 inwoners (31-12-2004). De oppervlakte bedraagt 29,8 km², de bevolkingsdichtheid is 107,74 inwoners per km².

## Demografie
Vitorchiano telt ongeveer 1215 huishoudens. Het aantal inwoners steeg in de periode 1991-2001 met 25,8% volgens cijfers uit de tienjaarlijkse volkstellingen van ISTAT.
| Jaar | Inwoneraantal |
| ---- | ------------- |
| 1991 | 2554          |
| 2001 | 3214          |

## Geografie
De gemeente ligt op ongeveer 285 m boven zeeniveau.
Vitorchiano grenst aan de volgende gemeenten: Bomarzo, Soriano nel Cimino en Viterbo.

## Galerij

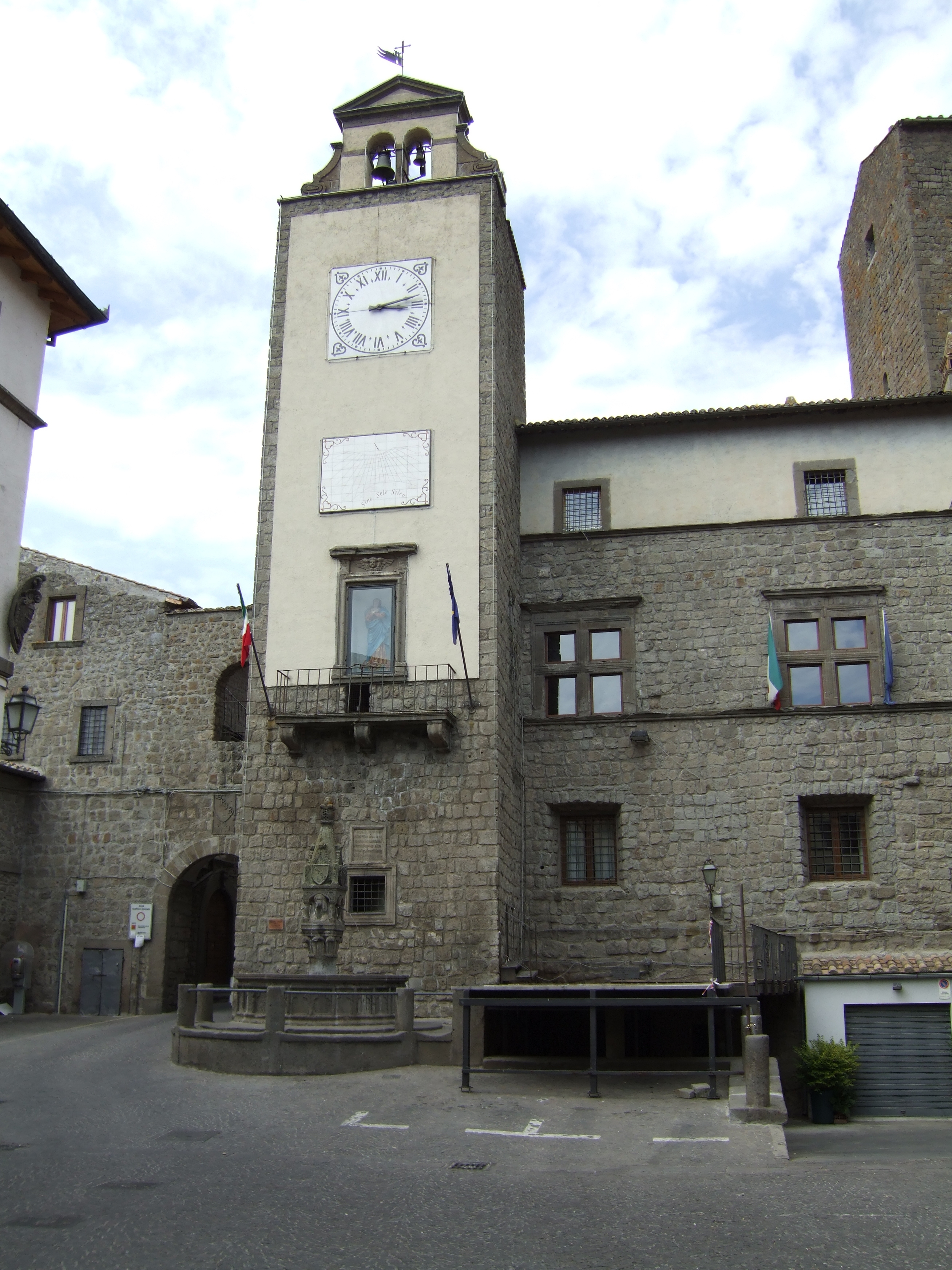
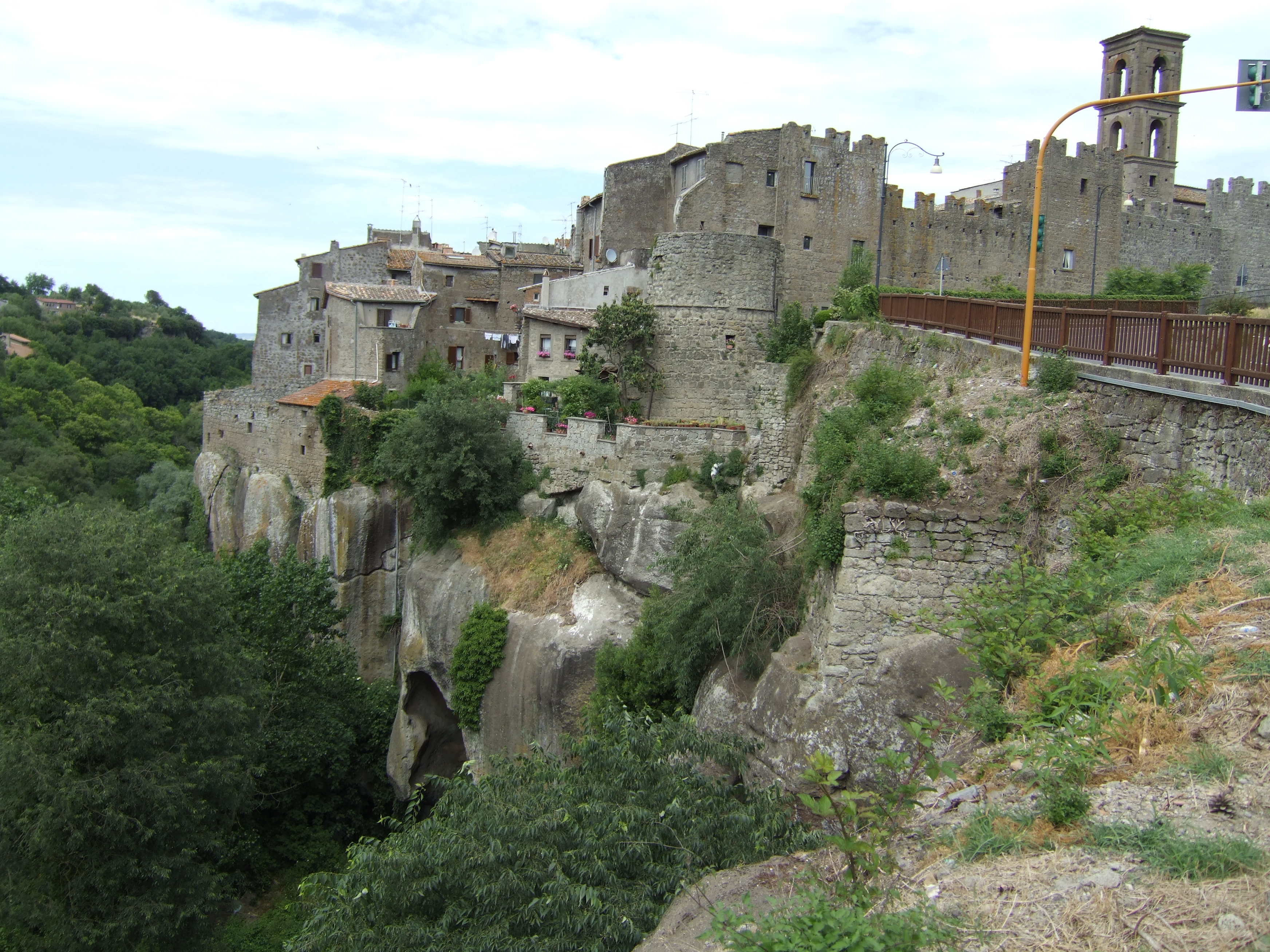